# Vleteren
Vleteren és un municipi belga de la província de Flandes Occidental a la regió de Flandes.

## Seccions
| #   | Nom          | Superfície (km²) | Població (31/12/2005) |
| --- | ------------ | ---------------- | --------------------- |
| I   | Westvleteren | 17,78            | 1.134                 |
| II  | Oostvleteren | 14,09            | 1.117                 |
| III | Woesten      | 6,27             | 1.385                 |

## Localització

Mapa de Vleteren

| - a. Poperinge - b. Krombeke (Poperinge) - c. Stavele (Alveringem) - d. Hoogstade (Alveringem) - e. Pollinkhove (Lo-Reninge) - f. Reninge (Lo-Reninge) - g. Elverdinge (Ieper) |